# Valea Vișeului (stacja kolejowa)
Valea Vișeului – węzłowa stacja kolejowa w miejscowości Valea Vișeului, w okręgu Marmarosz, w Rumunii. Węzeł linii Salva – Câmpulung la Tisa z linią do Delatynia.
Jest to rumuńska stacja graniczna na granicy z Ukrainą.

## Historia
W okresie międzywojennym była rumuńską stacją graniczną na granicy z Czechosłowacją.

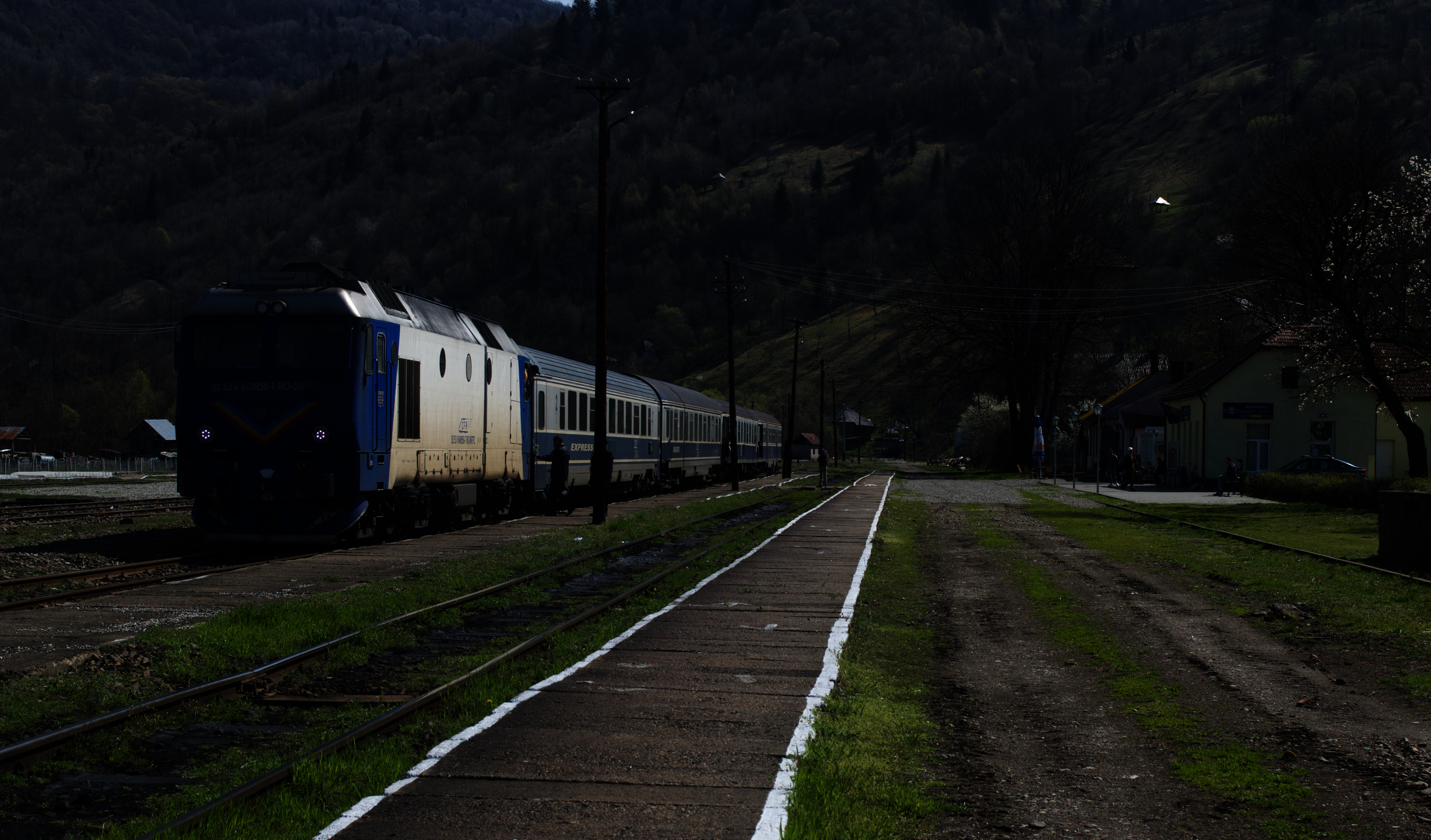
perony